# Idaea deversaria
Idaea deversaria is een nachtvlinder uit de familie van de spanners (Geometridae).
De spanwijdte van deze vlinder is 22 tot 28 millimeter. De grondkleur is licht geelbruin met donkere dichte spikkeling. Over de vleugels lopen enkele dwarslijnen. Lijkt veel op de egale stipspanner en de grijze stipspanner.
De soort gebruikt diverse lage planten als waardplanten. De soort vliegt in een jaarlijkse generatie van eind juni tot en met juli. De rups is te vinden van augustus tot mei en overwintert.
De soort komt voor op een groot deel van een groot deel van Europa tot Centraal-Azië en het zuiden van Siberië. In België is de soort zeer zeldzaam. In Nederland is hij niet waargenomen. 